# Erkin Koray
Erkin Koray, né le 24 juin 1941 à Istanbul (district de Kadıköy) et mort le 7 août 2023 à Toronto, est un guitariste, auteur-compositeur et chanteur turc. Il a commencé sa carrière au début des années 1960 introduisant le rock en Turquie.
Sa musique est un mélange de rock psychédélique et de musique traditionnelle turque.
Considéré comme le fondateur du rock en Turquie, il a influencé la plupart des groupes de rocks actuels. À ce titre, il apparaît dans Crossing the Bridge - The Sound of Istanbul de Fatih Akın. Il est parfois surnommé le Jimi Hendrix turc.

## Discographie

### Albums
- Erkin Koray (1973)
- Elektronik Türküler (1974)
- 2 (1976)
- Erkin Koray Tutkusu (1977)
- Benden Sana (1982)
- İlla Ki (1983)
- Ceylan (1985)
- Gaddar (1986)
- Çukulatam Benim (1987)
- Hay Yam Yam (1989)
- Tamam Artık (1990)
- Gün Ola Harman Ola (1996)
- Devlerin Nefesi (1999)